# Live at Brixton Academy (Dido-Album)
Live at Brixton Academy ist eine DVD und ein Livealbum der britischen Sängerin Dido, welches erstmals am 7. Juni 2005 in den USA, Kanada und US-Außenterritorien, in der sogenannten Region 1 und sechs Tage später auch in Region 2 veröffentlicht wurde. Es ist das erste Livealbum von Dido. Die Charts konnten nicht erreicht werden. Live at Brixton Academy ist bei den Labels Arista Records, Sony BMG und Cheeky Records erschienen.

## Entstehung
Das Album wurde über drei Nächte hinweg bei der Life For Rent-Tour von Dido aufgenommen, welche im August 2004 bei der Brixton Academy in London stattfand. Zusammenschneiden und Mixen übernahm Jacqui Edenbrow.

## Dido Live-EP
Am 21. Juni 2005 wurde auf iTunes auch eine EP veröffentlicht, welche drei Titel, Here With Me, See You When You’re 40 und See The Sun enthält. Die Extended Play hat eine Gesamtlänge von 16 Minuten und 20 Sekunden und wurde nur digital veröffentlicht.

## Titellisten

### DVD
1. Stoned – 5:58
2. Here with Me – 4:35
3. See You When You’re 40 – 5:55
4. Life for Rent – 3:55
5. Hunter – 4:16
6. Isobel – 4:48
7. My Life – 3:18
8. Honestly OK – 7:09
9. Don’t Leave Home – 4:20
10. Mary’s in India – 3:30
11. Take My Hand – 5:53
12. Thank You – 4:09
13. Sand in My Shoes – 5:17
14. White Flag – 4:16
15. Do You Have a Little Time – 2:43
16. All You Want – 3:55
17. See the Sun – 6:06

### CD
1. Stoned – 5:58
2. Here with Me – 4:35
3. See You When You’re 40 – 5:55
4. Life for Rent – 3:55
5. Isobel – 4:48
6. Honestly OK – 7:09
7. Take My Hand – 5:53
8. Thank You – 4:09
9. Mary’s in India – 3:30
10. Sand in My Shoes – 5:17
11. White Flag – 4:16
12. See the Sun – 6:06